# Pinaleño Mountains
Pinaleño Mountains is een gebergte in het zuidoosten van Arizona (Verenigde Staten). Het hoogste punt is Mount Graham met 3.270 meter. De bergen verheffen zich meer dan 2.000 meter boven de Sonorawoestijn errond. De bergen zijn bebost met eiken en sparren, en vormen een geïsoleerd ecosysteem, een zogenaamd Sky island. Deze geïsoleerde ligging kan leiden tot het ontstaan van ondersoorten. Dit is het geval met de bedreigde Mount Graham rode eekhoorn, die enkel voorkomt in dit gebergte.